# Leandro Salvagno
Leandro Salvagno Rattaro (* 3. März 1984 in Colonia) ist ein uruguayischer Ruderer.
Der 1,89 Meter große Salvagno, für den ein Wettkampfgewicht von 83 kg verzeichnet ist, begann 1998 beim Verein Carmelo Rowing Club mit dem Rudersport. Anfang 2012 berichtete die Zeitung El Observador, dass er seit nunmehr sechs Saisons für spanische Mannschaften antritt und zu dieser Zeit in Reihen des Vereins Astilleros stand. 2001 wurde Salvagno Uruguayischer Meister im Herren-Einer. Erste bedeutende Erfolge waren der Gewinn der Silbermedaille im offenen Vierer und derjenige der Bronzemedaille im Zweier bei den Südamerikaspielen 2002. Auch wurde er in jenem Jahr Uruguayischer Meister im Einer sowohl bei den Herren als auch bei den Junioren. Bei den Panamerikanischen Spielen 2003 in Santo Domingo startete Salvagno im Vierer an der Seite von Rodolfo Collazo, Rúben Scarpatti und Oscar Medina und erruderte die Silbermedaille. Es folgte 2004 der Gewinn der Goldmedaille in der Zweier-Konkurrenz bei den Südamerikameisterschaften in Chile. Salvagno nahm mit der uruguayischen Mannschaft sowohl an den Olympischen Sommerspielen 2004 als auch vier Jahre später bei den Spielen in Peking teil. Bei seinem ersten Auftritt im olympischen Wettbewerb belegte er in Athen den 20. Platz in der Einer-Konkurrenz. In der gleichen Disziplin verbesserte er sich bei den Wettkämpfen der Olympischen Spiele 2008 um einen Rang und ruderte auf den 19. Platz. In der Phase zwischen diesen wichtigsten Veranstaltungen gewann er bei den Südamerikameisterschaften des Jahres 2005 in São Paulo die Bronzemedaille im Zweier und bei den Südamerikaspielen 2006 Silber im Einer sowie Bronze im Zweier und Vierer. Salvagno war überdies Teil des uruguayischen Aufgebots bei den Panamerikanischen Spielen 2011.